# 大格勒瑙
大格勒瑙是德国石勒苏益格－荷尔斯泰因州的一个市镇。总面积4.90平方公里，总人口3550人，其中男性1733人，女性1817人（2011年12月31日），人口密度724人/平方公里。